# Superbike-VM 2015
Superbike-VM 2015 arrangerades av Internationella motorcykelförbundet. Världsmästerskapet avgjordes över 13 omgångar (26 heat). Säsongen inleddes den 22 februari i Australien och avslutades den 18 oktober i Qatar. Världsmästare blev britten Jonathan Rea på Kawasaki som säkrade titeln redan 20 september. Kawasaki vann också konstruktörsmästerskapet.

## Tävlingskalender och heatsegrare
Thailand organiserade för första gången en deltävling i Superbike. Precis som 2014 blev den planerade deltävlingen i Moskva inställd.
| Datum | Bana           | Vinnare heat 1 | Märke    | Vinnare heat 2 | Märke    |
| ----- | -------------- | -------------- | -------- | -------------- | -------- |
| 22/2  | Phillip Island | Jonathan Rea   | Kawasaki | Leon Haslam    | Aprilia  |
| 22/3  | Chang          | Jonathan Rea   | Kawasaki | Jonathan Rea   | Kawasaki |
| 12/4  | Aragón         | Jonathan Rea   | Kawasaki | Chaz Davies    | Ducati   |
| 19/4  | Assen          | Jonathan Rea   | Kawasaki | Jonathan Rea   | Kawasaki |
| 10/5  | Imola          | Jonathan Rea   | Kawasaki | Jonathan Rea   | Kawasaki |
| 24/5  | Donington      | Tom Sykes      | Kawasaki | Tom Sykes      | Kawasaki |
| 7/6   | Portimão       | Jonathan Rea   | Kawasaki | Jonathan Rea   | Kawasaki |
| 21/6  | Misano         | Tom Sykes      | Kawasaki | Jonathan Rea   | Kawasaki |
| 19/7  | Laguna Seca    | Chaz Davies    | Ducati   | Chaz Davies    | Ducati   |
| 2/8   | Sepang         | Jonathan Rea   | Kawasaki | Chaz Davies    | Ducati   |
| 20/9  | Jerez          | Tom Sykes      | Kawasaki | Chaz Davies    | Ducati   |
| 4/10  | Magny-Cours    | Jonathan Rea   | Kawasaki | Jonathan Rea   | Kawasaki |
| 18/10 | Losail         | Jordi Torres   | Aprilia  | Leon Haslam    | Aprilia  |

## Mästerskapsresultat
Slutställning i förar-VM efter 26 heat. 
1. Jonathan Rea, 548 p. Klar världsmästare efter 21 heat.
2. Chaz Davies, 416 p.
3. Tom Sykes, 399 p.
4. Leon Haslam, 332 p.
5. Jordi Torres, 247 p.
6. Sylvain Guintoli, 218 p.
7. Michael van der Mark, 194 p.
8. Leandro Mercado, 142 p.
9. Matteo Baiocco, 139 p.
10. Alex Lowes, 135 p.
11. Davide Giugliano, 119 p.
12. Ayrton Badovini, 103 p.
13. Leon Camier, 89 p.
14. David Salom, 83 p.
15. Román Ramos, 71 p.
16. Niccolò Canepa, 55 p.
17. Nicolás Terol, 54 p.
18. Randy de Puniet, 52 p.
19. Xavi Fores, 47 p.
20. Max Biaggi, 36 p.
21. Michele Pirro, 35 p.
22. Christophe Ponsson, 18 p.
23. Santiago Barragán, 17 p.
24. Troy Bayliss, 15 p.
25. Michel Fabrizio, 13 p.
26. Gianluca Vissiello, 13 p.
27. Luca Scassa, 10 p.
28. Sylvain Barrier, 10 p.
29. Gábor Rizmayer, 9 p.
30. Imre Toth, 7 p.
31. Marcus Reiterberger, 6 p.
32. Larry Pegram, 2 p.
33. Jed Metcher, 2 p.
34. Alex Phillis, 1 p.

Slutställning i konstruktörsmästerskapet:
1. Kawasaki, 599 p.
2. Ducati, 471 p.
3. Aprilia, 395 p.
4. Honda, 273 p.
5. Suzuki, 163 p.
6. BMW, 116 p.
7. MV Agusta, 89 p.
8. EBR, 4 p.

## Startlista
| Startlista                            | Startlista  | Startlista         | Startlista | Startlista           | Startlista |
| Team                                  | Konstruktör | Motorcykel         | Nr         | Förare               |            |
| ------------------------------------- | ----------- | ------------------ | ---------- | -------------------- | ---------- |
| Pata Honda World Superbike Team       | Honda       | Honda CBR1000RR SP | 1          | Sylvain Guintoli     |            |
| Pata Honda World Superbike Team       | Honda       | Honda CBR1000RR SP | 60         | Michael van der Mark |            |
| Aprilia Racing Team                   | Aprilia     | Aprilia RSV4 RF    | 3          | Max Biaggi           | 8          |
| MV Agusta Reparto Corse               | MV Agusta   | MV Agusta 1000 F4  | 2          | Leon Camier          |            |
| Aruba.it Racing-Ducati Superbike Team | Ducati      | Ducati Panigale R  | 7          | Chaz Davies          |            |
| Aruba.it Racing-Ducati Superbike Team | Ducati      | Ducati Panigale R  | 34         | Davide Giugliano     |            |
| Aruba.it Racing-Ducati Superbike Team | Ducati      | Ducati Panigale R  | 21         | Troy Bayliss         |            |
| BMW Team Tóth                         | BMW         | BMW S1000RR        | 10         | Imre Tóth            |            |
| BMW Team Tóth                         | BMW         | BMW S1000RR        | 75         | Gábor Rizmayer       |            |
| Voltcom Crescent Suzuki               | Suzuki      | Suzuki GSX-R1000   | 14         | Randy de Puniet      |            |
| Voltcom Crescent Suzuki               | Suzuki      | Suzuki GSX-R1000   | 22         | Alex Lowes           |            |
| Althea Racing                         | Ducati      | Ducati Panigale R  | 15         | Matteo Baiocco       |            |
| Althea Racing                         | Ducati      | Ducati Panigale R  | 18         | Nicolás Terol        |            |
| BMW Motorrad Italia Superbike Team    | BMW         | BMW S1000RR        | 20         | Sylvain Barrier      |            |
| Grillini SBK Team                     | Kawasaki    | Kawasaki ZX-10R    | 23         | Christophe Ponsson   |            |
| Grillini SBK Team                     | Kawasaki    | Kawasaki ZX-10R    | 51         | Santiago Barragán    |            |
| JR Racing Team                        | BMW         | BMW S1000RR        | 24         | Toni Elías           |            |
| JR Racing Team                        | BMW         | BMW S1000RR        | 86         | Ayrton Badovini      |            |
| Barni Racing Team                     | Ducati      | Ducati Panigale R  | 36         | Leandro Mercado      |            |
| Team Go Eleven                        | Kawasaki    | Kawasaki ZX-10R    | 40         | Román Ramos          |            |
| Team Pedercini                        | Kawasaki    | Kawasaki ZX-10R    | 44         | David Salom          |            |
| Team Pedercini                        | Kawasaki    | Kawasaki ZX-10R    | 12         | Matthew Walters      |            |
| Team Hero EBR                         | EBR         | EBR 1190RX         | 59         | Niccolò Canepa       |            |
| Team Hero EBR                         | EBR         | EBR 1190RX         | 72         | Larry Pegram         |            |
| Kawasaki Racing Team                  | Kawasaki    | Kawasaki ZX-10R    | 65         | Jonathan Rea         |            |
| Kawasaki Racing Team                  | Kawasaki    | Kawasaki ZX-10R    | 66         | Tom Sykes            |            |
| Aprilia Racing Team Red Devils        | Aprilia     | Aprilia RSV4 RF    | 81         | Jordi Torres         |            |
| Aprilia Racing Team Red Devils        | Aprilia     | Aprilia RSV4 RF    | 91         | Leon Haslam          |            |

| Färgnyckel        | Färgnyckel |
| ----------------- | ---------- |
| Ordinarie förare  |            |
| Wildcardförare    |            |
| Ersättningsförare |            |